# Nenei
Nildeson da Silva de Melo – detto Nenei – (Rio de Janeiro, 29 ottobre 1968) è un ex calciatore brasiliano naturalizzato salvadoregno, di ruolo attaccante.

## Biografia
Anche i suoi fratelli Nilberto, Gilberto, Edmilson e Nélio, insieme a suo figlio Nildeson Junior, sono o sono stati calciatori.